# Lobocleta rubridentata
Lobocleta rubridentata är en fjärilsart som beskrevs av Louis Beethoven Prout 1934. Lobocleta rubridentata ingår i släktet Lobocleta och familjen mätare. Inga underarter finns listade i Catalogue of Life.